# ادواردو گومز
ادواردو گومز (انگلیسی: Eduardo Gomes؛ ۲۰ سپتامبر ۱۸۹۶ – ۱۳ ژوئن ۱۹۸۱) سیاستمدار و پرسنل نظامی اهل برزیل بود. وی همچنین برندهٔ جوایزی همچون نشان امپراتوری بریتانیا شده‌است.